# Tommaso Luigi Silvio Torelli
Tommaso Luigi Silvio Torelli (30 de enero de 1673-24 de abril de 1760) fue un noble patricio, eclesiástico y escritor de Italia.

## Biografía
Torelli era de la misma familia que Giacomo Torelli (1608-1678), quien se aplicó en las matemáticas y cultivó la poesía, pintura, arquitectura y la mecánica,  inventor de la máquina teatral que mutaba la decoración del escenario, dejando escrita la obra <<Scene e machine preparate alle Nozze di Teti balleto reale representato nella sala del piccolo Borbone et da Giacomo Torelli inventore dedicate all'eminentissimo principe cardinal Mazzarin>>, París, 1654, y era hijo Torelli del marqués Sebastian Torelli, conde de Castelfalcino, chambelán del duque de Mantua, de una rama familiar establecida en Forli desde el año 1300: Benedicto XIV confirmó esta beatificación y permitió a la ciudad de Forli, donde se hallaba domiciliada la noble familia de Torelli (cita sacada de la obra: <<Biografía eclesiástica completa:...>>, Madrid, 1868; director: Basilio Sebastián Castellanos de Losada)
Torelli, profundamente versado en teología, cánones y la historia, abraza el estado eclesiástico y ocupó varios cargos honorables con distinción, siendo auditor del papa Benedicto XIV, nuncio de Portugal, gobernador de Asís y obispo de Forli.
Los conocimientos de Torelli de la Corte de Roma le permitieron ser útil a su familia: hizo a uno de sus hermanos, Cosme obispo de Camerino y  su hermano Antonio se casó con la marquesa Luciana Paolucci, sobrina del cardenal Paolucci, y de este matrimonio nacieron Sebastian Torelli, comendador, bailío de la Orden de Saint Etienne de Toscana, muerto en 1742, y el marqués Silvio, protonotario apostólico, caballero de la Orden de San Estanislao y de la Orden del Águila Blanca, muerto en 1802, y como no tuvieron descendencia se extinguió la rama familiar de Tommaso Luigi Silvio Torelli.
Torelli, como escritor, dejó  una buena edición de las disertaciones latinas de Paolucci insertada en el tomo II de <<Italia Sacra>>, y otra obra, una historia exacta de las órdenes de caballería.

## Obras
- Dissertations latines de M. A. Paolucci, Venise, 1710.
- Armamentarii historico-legalis ordinum equestrium et militarium, in codices triperiti in quorum primo decem discursibus praemissis res equestres per pendentibus peculiares alphabetica regula de quolibet ordine singillatim discursus habentur, sic in altero continuatur ordinum nomenclatura; in tertio autem tomo materia legalis canonica et moralis ad illorum ornatum enucleatur, Forolivii, A. Barbiani, 1751-58, 3 vols.